# Uncimenia
Uncimenia is een geslacht van wormmollusken uit de  familie van de Pruvotinidae.

## Soort
- Uncimenia neapolitana Nierstrasz, 1903